# Live in London (album de Kelis)
Albums de Kelis
Food
(2014)
Live in London est un album live de Kelis, sorti le 24 novembre 2014 uniquement en Europe.
Il a été enregistré le 14 juillet 2014 lors d'un concert donné à la Somerset House à Londres.

## Liste des titres
| 1.  | Feeling Good                       | 2:22 |
| 2.  | Breakfast                          | 4:12 |
| 3.  | Millionaire                        | 4:02 |
| 4.  | Rumble                             | 3:38 |
| 5.  | Cobbler                            | 3:26 |
| 6.  | Trick Me                           | 3:41 |
| 7.  | Got Your Money                     | 2:43 |
| 8.  | Friday Fish Fry                    | 4:39 |
| 9.  | Lil Star                           | 3:47 |
| 10. | Get Along with You/Good Stuff/Glow | 5:22 |

| 11. | Milkshake   | 2:48 |
| 12. | Bounce      | 3:49 |
| 13. | Forever Be  | 3:34 |
| 14. | 4th of July | 4:02 |
| 15. | Acapella    | 5:04 |